# 野村大樹
野村 大樹（のむら だいじゅ、2000年9月10日 - ）は、兵庫県宝塚市出身のプロ野球選手（内野手）。右投右打。埼玉西武ライオンズ所属。

## 経歴

### プロ入り前
阪神タイガースのファンである実父の影響で、幼少期から阪神甲子園球場で阪神戦を頻繁に観戦。5歳だった2006年に同球場で初めて観た高校野球の試合が、第88回全国高等学校野球選手権大会決勝だった。斎藤佑樹を擁する早稲田実業がこの試合でチームを初優勝に導いたことが、後に同校への進学を決めるきっかけになったという。
小学1年時から末広ルーキーズで軟式野球を始めたが、「文武両道」を掲げる家族の方針どおりに勉強と野球を両立させ、同志社中学校へ進学。在学当初は枚方ボーイズに所属しレギュラーを獲得していたが途中で大阪福島シニアへ移籍すると、4番打者や捕手を任された。大阪福島シニアのチームメイトに増田陸がいた。
中学3年時の2015年には、松山坊っちゃんスタジアムで開かれたU-15アジアチャレンジマッチ2015に、野球日本代表の一員として小園と揃って出場。捕手としての選出だったが、実際には「5番・一塁手」に起用された。その一方で、第97回全国高等学校野球選手権大会で1歳年上（当時は早稲田実業学校高等部1年生）の清宮幸太郎が3番打者として活躍する姿を甲子園球場で目の当たりにし、「早稲田（実業）で4番を打ちたい」と決意。同志社中学校が中高一貫校であったにもかかわらず、中学校からの卒業を機に、早稲田実業学校高等部へ入学した。
早稲田実業では、上記の実績を買われて、春季東京都大会後から清宮に代わって4番打者に抜擢。三塁手として起用されながら、3番に座る清宮などとのクリーンアップで注目を集めた。1年秋の東京都大会では、日本大学第三高校との決勝戦で、清宮から5三振を奪った櫻井周斗から9回裏の打席で2点本塁打。チームをサヨナラ勝利と翌2017年の第89回選抜高等学校野球大会出場へ導いた。その直後に出場した第47回明治神宮野球大会でも、通算3試合で9打数5安打1本塁打6打点と活躍し、高校の部の準優勝に貢献。新2年生として臨んだ翌年の選抜大会でも、通算2試合で9打数5安打2打点を記録するなど、大舞台で勝負強さを発揮した。チーム事情で5月の関東大会から捕手へ再び転向したが、対外試合によっては投手として登板することもあった。清宮が卒業（北海道日本ハムファイターズへ入団）した3年時の2018年には、主将を務めるとともに、「3番・三塁手」として打撃へ専念。夏の選手権西東京大会では、4回戦で2打席続けて2点本塁打を放ったが、八王子学園八王子高校に敗れた。それでも、2本目の本塁打で、在学中に対外試合で放った本塁打が通算で68本にまで達した。
早稲田大学への進学も視野に早稲田実業学校へ入学したため、3年夏の選手権西東京大会で敗れた後には、卒業後の進路をめぐって家族会議を10回近く重ねた。前年の清宮と同じ経緯をたどったが、結局は清宮に続く格好で、18歳の誕生日である9月10日にプロ志望届を提出。
2018年10月25日に行われたドラフト会議では、福岡ソフトバンクホークスから3位指名を受け、契約金5000万円、年俸600万円（金額は推定）という条件で入団した。背番号は55。この背番号については、入団会見で、「松井秀喜の（現役選手時代に付けていた）背番号の数字と、（高校の先輩でソフトバンク球団会長の）王貞治が（読売ジャイアンツ内野手時代の1964年にセントラル・リーグ公式戦で記録した）本塁打の総数を連想した」と述べている。担当スカウトは山本省吾。

### ソフトバンク時代

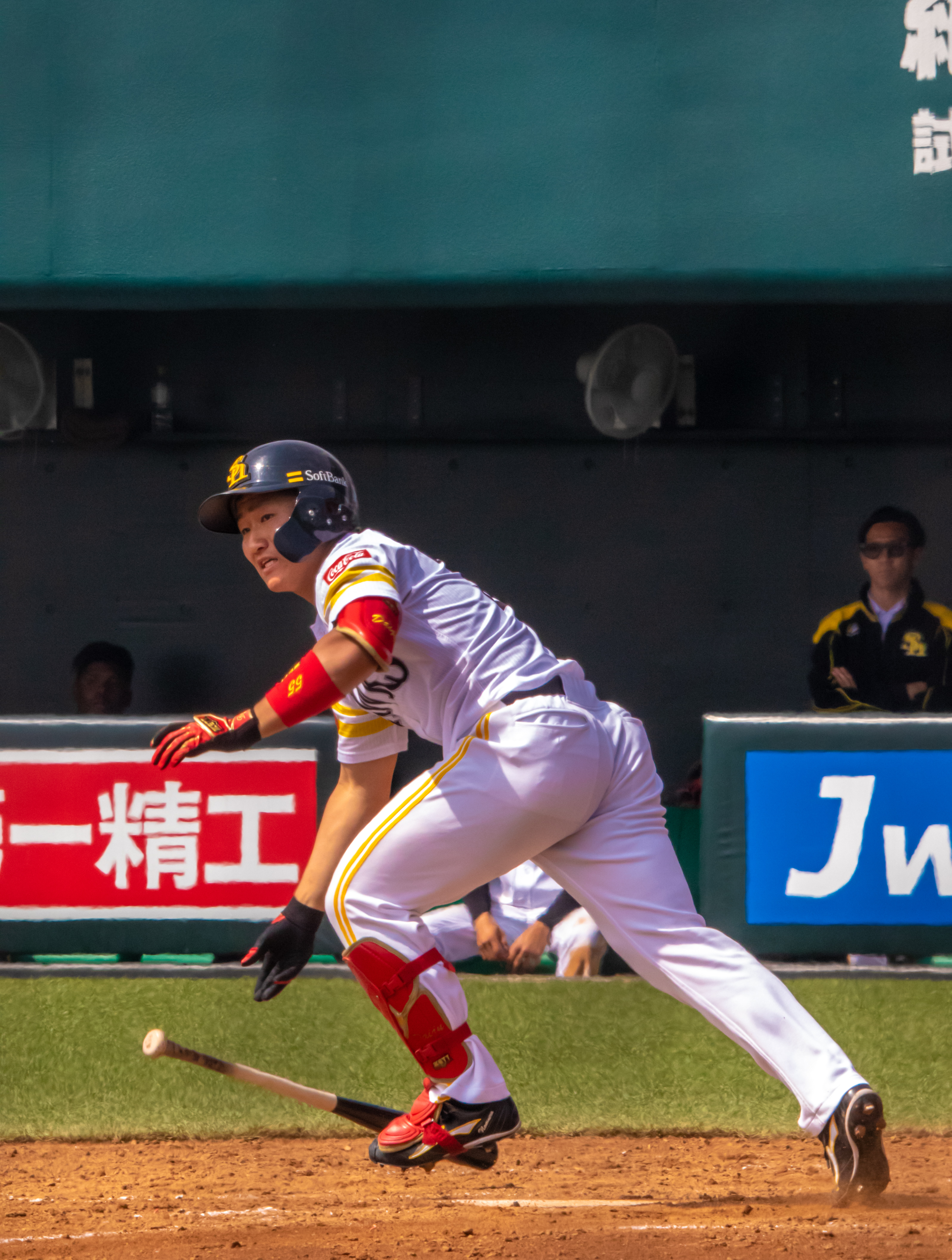
ソフトバンク時代
（2019年4月16日 タマホーム スタジアム筑後）

2019年は、春季キャンプを若手選手主体の「B組」でスタート。レギュラーシーズン中には、主に三軍へ帯同。三軍戦では79試合で打率.303、3本塁打、41打点、二軍のウエスタン・リーグ公式戦では22試合に出場し、打率.191を記録した。9月28日に一軍に昇格し、同日の対オリックス・バファローズ戦（京セラドーム大阪）で7回裏の守備から、三塁手として一軍公式戦にデビュー。9回表に迎えた初打席では、荒西祐大から右前安打を放った。ソフトバンクで高卒1年目の選手が一軍公式戦の初打席で安打を記録した事例は、2005年の球団発足後初めてだった。11月23日から台湾で開催された2019アジアウインターベースボールリーグに、NPB RED選抜として出場し、15試合の出場で打率.292、5打点、OPS.744を記録する。
2020年は、一軍公式戦の出場はなく、二軍公式戦において74試合に出場し、打率.263、3本塁打の成績を残す。
2021年は、一軍公式戦7試合に出場した。
2022年は、野村勇の入団に伴い、報道上およびスコアボード上の表記が「野村大」に変更された。新監督の藤本博史から代打として期待され開幕を一軍で迎えたが、4月1日の楽天戦での代打出場1打席（結果は三振）のみで、同月7日に登録抹消。その後は二軍が続いたが、6月27日、一軍で新型コロナウイルス感染者が大量発生した際に2度目の一軍昇格を果たし、同日の対千葉ロッテマリーンズ戦（東京ドーム）で真砂勇介の代打として8回裏先頭打者で出場、安打を放つと、次の試合となった7月2日対埼玉西武ライオンズ戦（ベルーナドーム）では「8番・一塁手」でシーズン初の先発出場を果たす。同月13日のオリックス・バファローズ戦（京セラドーム）では、「6番・一塁手」で先発出場し、初回二死満塁から先制点となる2点適時打を放ち、連敗ストップに貢献した。7月は出場13試合中7試合で先発出場し、26打数6安打3打点で月間打率は.231だったものの、得点圏打率は.500であった。8月に入り代打起用が続いていたが、再びチーム内の新型コロナウイルス感染者が増えた影響で、8月20日の対北海道日本ハムファイターズ20回戦（札幌ドーム）でおよそ4週間ぶりの先発出場を果たし、8月23日からの対楽天3連戦（楽天生命パーク宮城）でも3試合連続で先発出場、3試合で15打数6安打（うち二塁打3）4打点と活躍する。自己最多の31試合に出場し、打率.229、8打点でレギュラーシーズンを終えた。
2023年は、開幕を二軍で迎えた。5月5日に一軍に昇格し、5月の一時期を除いて主に代打で出場したが、打率.238と奮わず、7月4日に登録抹消となった。今宮健太の代替指名選手として7月10日に再昇格したものの、出番はなく2日後に再度今宮と入れ替わり二軍に降格した。8月12日に再度一軍に昇格すると、8月22日の対ロッテ戦（ZOZOマリンスタジアム）で8回表に代打で出場し坂本光士郎からプロ初本塁打となるソロ本塁打を放ったが、8月28日に二軍に降格した。9月13日のウエスタン・リーグの阪神タイガース戦（鳴尾浜）に「3番・一塁手」で先発出場したが、3回の守備中に風邪による発熱のため交代となった。1日の休養を挟んだ9月15日からの中日ドラゴンズ戦（ナゴヤ球場）に参加すると、一軍の主力野手の体調不良による離脱が相次いだチーム事情により9月16日の試合後に日本ハム戦のため北海道にいる一軍へ合流した。翌9月17日に一軍登録されると、9月20日の対東北楽天ゴールデンイーグルス戦（楽天モバイルパーク宮城）の4回表に藤井聖と太田光のバッテリーからプロ初盗塁を決めた。その後はポストシーズンまで一軍に帯同した。クライマックスシリーズでは第1ステージの10月15日の第2戦（ZOZOマリン）の7回表に柳町逹の代打として出場し、空振り三振に倒れた。最終的に41試合出場で打率.216、1本塁打、4打点という成績を残した。シーズンオフに120万円増の推定年俸1070万円で契約を更改した。
2024年も、開幕を二軍で迎える。5月は二軍での月間打率が.359と好調で、6月4日にシーズン初の出場選手登録された。しかし、6月4日と翌6月5日の交流戦・中日戦にいずれも代打出場したが2打数無安打に終わり、6月7日に登録抹消となり、以後二軍暮らしが続いた。

### 西武時代
2024年7月5日に齊藤大将との交換トレードで埼玉西武ライオンズに移籍することが発表された。背番号は67。チームに野村和輝がいるため、スコアボード表記は引き続き野村大、背ネームはD.NOMURAとなる。7月7日のロッテ戦で移籍後初打点を犠牲フライで記録。7月9日の日本ハム戦では右中間への打球を放ち二塁に達したが、一塁ベースを踏んでいないと日本ハム側からアピールプレーがあり、アウトと判定され、記録は投ゴロとなった。翌7月10日の日本ハム戦で金村尚真から改めて移籍後初安打を記録した。7月20日のソフトバンク戦で移籍後初本塁打を記録した。

## プレースタイル
上背こそ無いが、高校時代に対外試合で68本の本塁打を放ったほどの長打力の持ち主で、豪快なフルスイングと勝負強さが持ち味。その一方で、当時から「1試合につき打率5割」、ソフトバンクへの入団時には「打点王のタイトル獲得」を目標に挙げている。
高校時代には、50m走で最速6秒3（手動計測）、投手としてストレートで最速135km/hを記録している。

## 人物
名前の「大樹」には、「地中に根を生やしながら、大木のように育って欲しい」という両親の願いが込められているという。
実母曰く「目標があるほど頑張れるタイプ」という。小学校の高学年には、野球の練習を週末にとどめるほど勉強へ勤しんだあげく、同志社中学校の入学試験に合格した。
読書好きの実父の影響で、小学生時代には探偵小説を読みあさっていた。同志社中学校時代にも、実家からの通学に片道で2時間を要した関係で、登下校の移動時間を読書に充てていた。早稲田実業への入学後も「年間で100冊は本を読んでいた」とのことで、ソフトバンクの入団を機に生活する若鷹寮（球団合宿所）には「名将・王貞治　勝つための『リーダー思考』」（児玉光雄）を持ち込んだ。
幼少期は阪神タイガースのファンで、同志社中学校を卒業するまで、自宅から甲子園球場を30回ほど訪れていた。東京都内にある早稲田実業への進学を決めたのは、同球場での全国大会出場を狙える環境で、大学までを見据えた学力の向上を追求することにもよる。ちなみに、進学後の3年間は東京都内で実母と生活し、実父は単身で自宅暮らしをしていた。大樹自身は進学当初（早稲田大学が加盟する）東京六大学野球でのプレーを経てのNPB入りを想定していたが、清宮の活躍などを背景に「NPBで早く活躍する夢を追い掛けたくなった」とのことで、18歳の誕生日にプロ志望届を提出した。

## 詳細情報

### 年度別打撃成績
| 年 度     | 球 団        | 試 合 | 打 席 | 打 数 | 得 点 | 安 打 | 二 塁 打 | 三 塁 打 | 本 塁 打 | 塁 打 | 打 点 | 盗 塁 | 盗 塁 死 | 犠 打 | 犠 飛 | 四 球 | 敬 遠 | 死 球 | 三 振 | 併 殺 打 | 打 率 | 出 塁 率 | 長 打 率 | O P S |
| --------- | ------------ | ----- | ----- | ----- | ----- | ----- | -------- | -------- | -------- | ----- | ----- | ----- | -------- | ----- | ----- | ----- | ----- | ----- | ----- | -------- | ----- | -------- | -------- | ----- |
| 2019      | ソフトバンク | 2     | 2     | 2     | 0     | 1     | 0        | 0        | 0        | 1     | 0     | 0     | 0        | 0     | 0     | 0     | 0     | 0     | 0     | 0        | .500  | .500     | .500     | 1.000 |
| 2021      | ソフトバンク | 7     | 19    | 17    | 1     | 3     | 1        | 0        | 0        | 4     | 3     | 0     | 0        | 0     | 0     | 2     | 0     | 0     | 5     | 0        | .176  | .263     | .235     | .498  |
| 2022      | ソフトバンク | 31    | 75    | 70    | 5     | 16    | 5        | 1        | 0        | 23    | 8     | 0     | 0        | 1     | 0     | 3     | 0     | 1     | 18    | 2        | .229  | .270     | .329     | .599  |
| 2023      | ソフトバンク | 41    | 83    | 74    | 7     | 16    | 2        | 0        | 1        | 21    | 4     | 1     | 0        | 4     | 1     | 4     | 0     | 0     | 22    | 5        | .216  | .253     | .284     | .537  |
| 2024      | ソフトバンク | 2     | 2     | 2     | 0     | 0     | 0        | 0        | 0        | 0     | 0     | 0     | 0        | 0     | 0     | 0     | 0     | 0     | 0     | 0        | .000  | .000     | .000     | .000  |
| 2024      | 西武         | 57    | 204   | 178   | 15    | 40    | 10       | 4        | 5        | 73    | 22    | 1     | 1        | 1     | 3     | 19    | 0     | 3     | 44    | 6        | .225  | .305     | .410     | .716  |
| '24計     | 西武         | 59    | 206   | 180   | 15    | 40    | 10       | 4        | 5        | 73    | 22    | 1     | 1        | 1     | 3     | 19    | 0     | 3     | 44    | 6        | .222  | .302     | .406     | .708  |
| 通算：5年 | 通算：5年    | 140   | 385   | 343   | 28    | 76    | 18       | 5        | 6        | 122   | 37    | 2     | 1        | 6     | 4     | 28    | 0     | 4     | 89    | 13       | .222  | .285     | .356     | .641  |

- 2024年度シーズン終了時

### 年度別守備成績
| 年 度 | 球 団        | 一塁  | 一塁  | 一塁  | 一塁  | 一塁  | 一塁     | 三塁  | 三塁  | 三塁  | 三塁  | 三塁  | 三塁     |
| 年 度 | 球 団        | 試 合 | 刺 殺 | 補 殺 | 失 策 | 併 殺 | 守 備 率 | 試 合 | 刺 殺 | 補 殺 | 失 策 | 併 殺 | 守 備 率 |
| ----- | ------------ | ----- | ----- | ----- | ----- | ----- | -------- | ----- | ----- | ----- | ----- | ----- | -------- |
| 2019  | ソフトバンク | -     | -     | -     | -     | -     | -        | 2     | 2     | 0     | 0     | 0     | 1.000    |
| 2021  | ソフトバンク | 6     | 38    | 4     | 0     | 4     | 1.000    | -     | -     | -     | -     | -     | -        |
| 2022  | ソフトバンク | 14    | 109   | 8     | 0     | 6     | 1.000    | 3     | 2     | 1     | 0     | 0     | 1.000    |
| 2023  | ソフトバンク | 14    | 74    | 9     | 0     | 7     | 1.000    | -     | -     | -     | -     | -     | -        |
| 2024  | 西武         | 41    | 333   | 18    | 4     | 20    | .989     | -     | -     | -     | -     | -     | -        |
| 通算  | 通算         | 75    | 554   | 39    | 4     | 37    | .993     | 5     | 4     | 1     | 0     | 0     | 1.000    |

- 2024年度シーズン終了時

### 記録
初記録
- 初出場：2019年9月28日、対オリックス・バファローズ24回戦（京セラドーム大阪）、7回裏に明石健志に代わり三塁手で出場
- 初打席・初安打：同上、9回表に荒西祐大から右前安打
- 初先発出場：2021年7月10日、対オリックス・バファローズ13回戦（福岡PayPayドーム）、「7番・一塁手」で先発出場
- 初打点：2021年7月11日、対オリックス・バファローズ14回戦（福岡PayPayドーム）、3回裏に宮城大弥から中前適時打
- 初本塁打：2023年8月22日、対千葉ロッテマリーンズ17回戦（ZOZOマリンスタジアム）、8回表に坂本光士郎から右越ソロ[22]
- 初盗塁：2023年9月20日、対東北楽天ゴールデンイーグルス22回戦（楽天モバイルパーク宮城）、4回表に二盗（投手：藤井聖、捕手：太田光）

### 背番号
- 55（2019年[7] - 2024年7月4日）
- 67（2024年7月5日[29] - ）

### 登場曲
- 「Hope」Hugh Jackman（2019年）
- 「さくらんぼ」大塚愛（2019年）
- 「Hey Ma」J Balvin & Pitbull（2020年）
- 「Kill this love」BLACKPINK（2020年-2021年）
- 「Boss Bitch」Doja Cat（2021年）
- 「Divine Wind -KAMIKAZE-」AK-69（2022年）
- 「GDFR ft. Sage The Gemini and Lookas」Flo Rida（2022年）
- 「Let's Get It Started」The Black Eyed Peas（2023年 - ）
- 「味方」GReeeeN（2023年 - ）
- 「俺たちの明日」エレファントカシマシ（2024年 - ）